# Close to You
Close to You – drugi album w dyskografii duetu The Carpenters. Ukazał się nakładem wytwórni A&M Records 19 sierpnia 1970 r. pod numerem katalogowym SP 4271. Zawiera m.in. takie utwory jak: „We’ve Only Just Begun”, „(They Long to Be) Close to You”, „I’ll Never Fall In Love Again”. Według magazynu Rolling Stone sklasyfikowany na 175. miejscu Listy 500 najlepszych albumów wszech czasów.

## Lista utworów
Strona A
| 1. | „We've Only Just Begun” (Roger Nichols, Paul Williams        | 3:04  |
|    |                                                              |       |
| 2. | „Love Is Surrender” (Ralph Carmichael)                       | 1:59  |
|    |                                                              |       |
| 3. | „Maybe It's You” (John Bettis, Richard Carpenter)            | 3:09  |
|    |                                                              |       |
| 4. | „Reason to Believe” (Tim Hardin)                             | 3:02  |
|    |                                                              |       |
| 5. | „Help!” (John Lennon, Paul McCartney)                        | 3:02  |
|    |                                                              |       |
| 6. | „(They Long to Be) Close to You” (Burt Bacharach, Hal David) | 4:34  |
|    |                                                              |       |
|    |                                                              | 18:50 |
|    |                                                              |       |
Strona B
| 1. | „Baby It's You” (Burt Bacharach, Mack David, Barney Williams) | 2:56  |
|    |                                                               |       |
| 2. | „I'll Never Fall in Love Again” (Burt Bacharach, Hal David)   | 2:52  |
|    |                                                               |       |
| 3. | „Crescent Noon” (John Bettis, Richard Carpenter)              | 4:09  |
|    |                                                               |       |
| 4. | „Mr. Guder” (Roger Nichols, Paul Williams)                    | 3:17  |
|    |                                                               |       |
| 5. | „I Kept On Loving You” (John Bettis, Richard Carpenter)       | 2:13  |
|    |                                                               |       |
| 6. | „Another Song” (John Bettis, Richard Carpenter)               | 4:22  |
|    |                                                               |       |
|    |                                                               | 19:49 |
|    |                                                               |       |

## Twórcy
- Producent – Jack Daugherty
- Aranżacja i orkiestracja – Richard Carpenter
- Śpiew – Karen Carpenter, Richard Carpenter
- Perkusja – Karen Carpenter i Hal Blaine
- Instrumenty klawiszowe – Richard Carpenter
- Gitara basowa – Joe Osborn i Danny Woodhams
- Dęte instrumenty drewniane – Jim Horn, Bob Messenger, Doug Strawn
- Inżynierowie dźwięku – Ray Gerhardt i Dick Bogert
- Kierownictwo artystyczne – Tom Wilkes
- Okładka – Kessel/Brehm Photography

## Single

### (They Long to Be) Close to You
Singiel 7” wydany w USA w 1970 przez A&M Records (A&M 1183) 
1. „(They Long to Be) Close to You”
2. „I Kept On Loving You”

### We've Only Just Begun
Singiel 7” wydany w USA w 1970 przez A&M Records (A&M 1217) 
1. „We've Only Just Begun”
2. „All of My Life”